# Sikkim Democratic Front
Sikkim Democratic Front – indyjska lewicowa partia polityczna, od 1994 roku rządząca w stanie Sikkim.
Założona 4 marca 1993, zarejestrowana 13 maja tego roku, uznana przez Indyjską Komisję Wyborczą 14 stycznia 1995. Jej twórcą i liderem jest Pawan Kumar Chamling, który pełni jednocześnie funkcję premiera rządu stanowego.

## Deputowani doLok Sabhy
- 1996 – 1[2]
- 1998 – 1[3]
- 1999 – 1[4]
- 2004 – 1[5]
- 2009 – 1

## Deputowani doRajya Sabhy
- K.G. Bhutia[6]
- Palden Cering Gjamco[6]
- O.T. Lepcha[7]

## Liczba miejsc w parlamencie stanowym
- 2009 – 32[8]
- 2004 – 31[9]
- 1999 – 24[10]
- 1994 – 19[11]